# Giacomo Rossino
Giacomo Rossino (Castelnuovo di San Damiano d'Asti, 4 dicembre 1924 – Cisterna d'Asti, 6 marzo 1945) è stato un partigiano italiano, decorato della Medaglia d'oro al valor militare alla memoria.

## Biografia
Nacque il 4 dicembre 1924 a San Damiano d’Asti, in provincia di Asti, da Giovanni Rossino e Barbara Monticone. Primo di due fratelli, crebbe nella borgata San Giulio, nella frazione di Castelnuovo, dove la famiglia coltivava alcuni appezzamenti di terra. Sin da giovane fu coinvolto nelle attività dell’Azione Cattolica, alla quale i genitori erano iscritti, e partecipò attivamente al circolo GIAC della parrocchia dei Santi Cosma e Damiano, intitolato alla memoria del cardinale Giuseppe Gamba. Terminati gli studi elementari e medi, dovette abbandonare il percorso scolastico per dedicarsi al lavoro nei campi.
Durante la Seconda guerra mondiale si arruolò volontariamente nel Regio Esercito, prestando servizio a Rivoli, in provincia di Torino. Dopo l’armistizio dell’8 settembre 1943, a seguito dello sbandamento del suo reparto, tornò a casa, rischiando l’accusa di diserzione. In breve tempo entrò in contatto con le forze della Resistenza locale e si unì alla 21ª Brigata “San Damiano” della VI Divisione Alpina “Asti”, guidata dal tenente colonnello Giovan Battista Toselli, nome di battaglia "Otello". Con il nome di battaglia “Rino”, partecipò a numerose azioni partigiane, tra cui il recupero di armi e munizioni da caserme ancora presidiate e l’organizzazione di agguati contro pattuglie nazifasciste.
Offertosi come portaordini tra la sua brigata e quella di Gino Cattaneo, della Matteotti, fu incaricato di trasportare ordini e messaggi riservati. Nel marzo 1945, mentre attraversava la Val Bottassa durante la battaglia di Cisterna e Santo Stefano Roero, fu intercettato da militi fascisti camuffati da partigiani, arrestato e condotto al comando locale di Cisterna d’Asti. Sottoposto a violenti interrogatori e torture, gli fu offerta la possibilità di passare alla Repubblica Sociale Italiana, ma rifiutò ogni proposta, affermando che avrebbe preferito morire piuttosto che tradire i suoi compagni.
Il 6 marzo 1945, senza processo, fu condannato a morte e condotto in Piazza della Vittoria, oggi a lui intitolata. Prima dell’esecuzione, ricevette i conforti religiosi dal parroco locale, al quale chiese di comunicare al proprio parroco che era “morto bene”. Dopo aver espresso perdono ai suoi carnefici, fu fucilato. Il suo corpo, inizialmente lasciato insepolto per ordine del comando fascista, fu recuperato e sepolto con onore grazie all’intervento del parroco e di alcuni uomini del paese. Terminata la guerra, la salma fu traslata nel cimitero di San Damiano d’Asti.

Per il suo coraggio e sacrificio fu insignito della Medaglia d’oro al valor militare alla memoria, con la seguente motivazione:

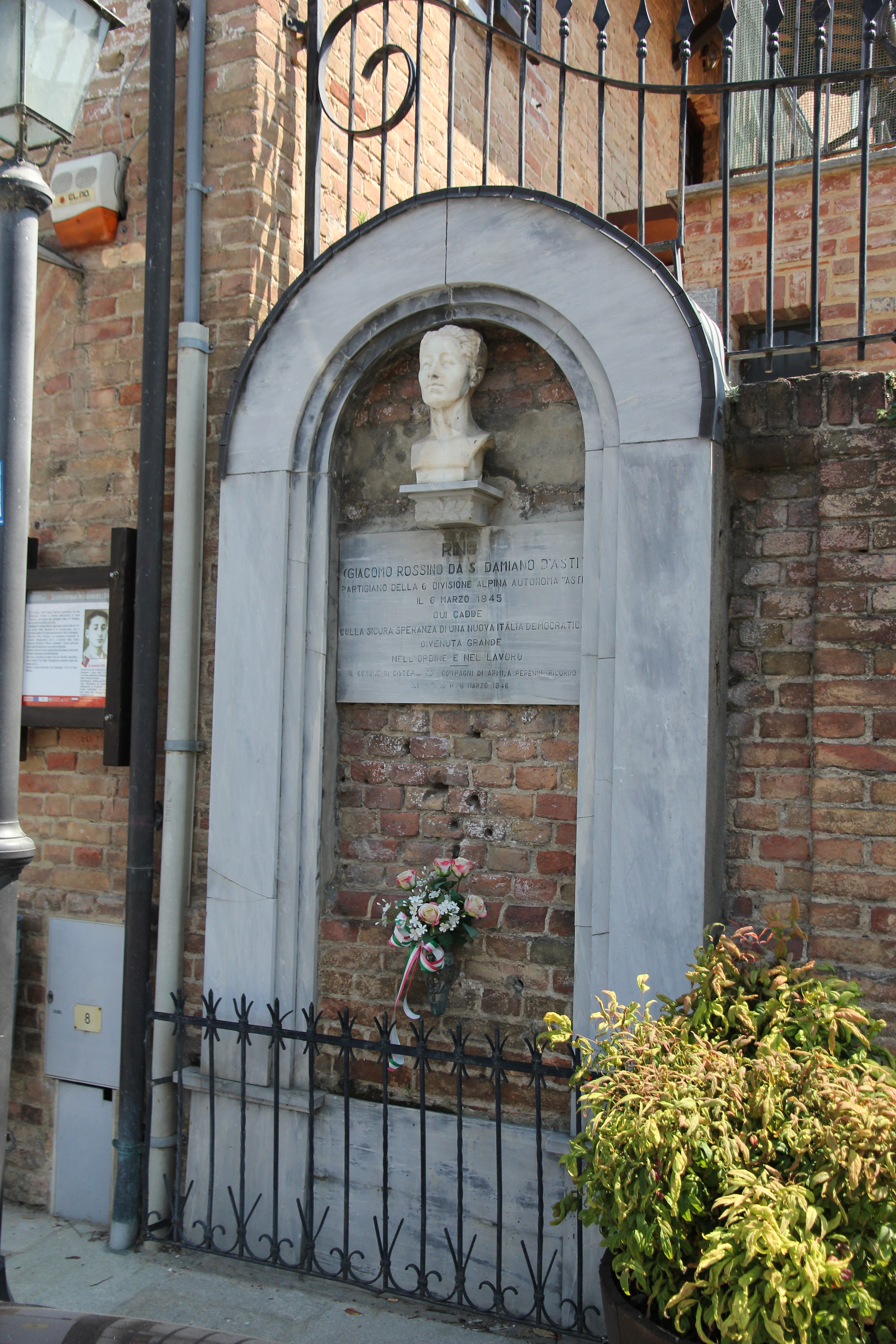
Monumento a Giacomo Rossino nella piazza di Cisterna d'Asti

«Sempre primo in ogni azione rischiosa, prendeva parte a tutti i combattimenti della sua formazione, distinguendosi in ogni occasione. Delineatosi un attacco nemico, portato a fondo per eliminare totalmente la Divisione, si offriva volontario per portare un messaggio di richiesta di rinforzi e pur di riuscire nello scopo attraversava senza esitazione e con sprezzo del pericolo una zona fortemente controllata dall’avversario. Sorpreso e catturato da una pattuglia di camice nere, ingoiava il messaggio; ingiuriato e percosso sopportava da forte ogni maltrattamento chiuso in fiero silenzio, né si lasciava allettare da promesse di avere salva la vita qualora avesse accettato di passare al nemico, proposta fattagli dallo stesso avversario, ammirato di tanto coraggio e forza d’animo. Rifiutando sdegnosamente ogni compromesso, affrontava con eroica fermezza il plotone di esecuzione, che troncava la sua giovane vita offerta in olocausto alla Patria. Cisterna d’Asti, 6 marzo 1945».